# Euryproctus annulicornis
Euryproctus annulicornis là một loài tò vò trong họ Ichneumonidae.